# Nell Reymond
Nell Reymond (* 1. August 1940 in Le Brassus, Schweiz; † 20. Dezember 2015 in Paris) war eine französische Theater-, Kino- und Fernseh-Schauspielerin und Sängerin.

## Leben
Nell Raymond studierte Schauspielerei am Conservatoire National Supérieur d’Art Dramatique de Paris bei Pierre Bertin. Ihr Debüt gab sie am Théâtre Moderne als Éléna in Onkel Wanja von Anton Tschechow (1860–1904).
Reymond trat u. a. im Theater in Erscheinung unter der Regie von Claude Chabrol, Sacha Pitoeff, Nicolas Bataille, Jean-Pierre Miquel,Jean Rougerie (in L'Etoile au Front von Raymond Roussel), Pierre Lamy, Pierre Bertin, Roger Mollien, Gérard Vergès Marcel Cuvelier, Mario Franceschi (in La Mégère apprivoisée, La Locandiera und Mangeront-ils?) sowie mit Guy Moign. Im Fernsehen arbeitete Reymond u. a. mit den Regisseuren Roger Kahane, Pierre Gautherin, René Lucot, Jean Caseneuve, Colette Thiriet, Henri Polage, Paul Siegrist, Philippe Ducrest sowie Jean Henin.
Reymond gehörte ab 1982 zum Ensemble des Théâtre de la Huchette, das als ihre Lieblingsbühne galt. Sie arbeitete dort mit Nicolas Bataille (1926–2008) zusammen (Offenbach, tu connais?,  Les Mystères de la Révolution und Lautrec sur la butte) und trat u. a. in La Cantatrice Chauve und La Leçon von Eugène Ionesco auf, zudem unter der Regie von Guy Moign (La Danseuse du crépuscule von Claudette Lawrence).
Mit Guy Moign war Reymond verheiratet. Sie gründete mit diesem zwei Theaterkompanien, die La Compagnie du Solilesse und die Union des Villes de Bretagne pour la Création Artistique.
Reymond trat auch als Sängerin auf, z. B. am Théâtre de la Huchette in Les Atours de Nell. Ferner gab sie auch regelmäßig Lieder- und Chansonabende.
Sie starb am 20. Dezember 2015 in Paris. Die Trauerfeier fand am 28. Dezember 2015 im Krematorium des Friedhofs Père-Lachaise statt.

## Theaterrollen (Auswahl)
- William Shakespeare: Catarina La Mégère apprivoisée
- Pierre Corneille: L'infante in Le Cid
- Pierre Corneille: Camille in Horace
- Molière: Elvire in Don Juan
- Carlo Goldoni: La Locanderia in La Locanderia
- Victor Hugo: Zineb die Hexe in Mangeront-ils?
- Alfred de Musset: La Muse in Les Nuits
- Alexandre Dumas Sohn: Marguerite Gautier in La Dame aux Camélias
- Anton Tschechhoff: Elena in Onkel Wanja
- Raymond Roussel: Genevieve in L'Etoile au Front
- Pêr-Jakez Helias (1914–1995): Yseult in Yseult seconde
- Pierre Gripari: La Prostituée in Vie et Naissance de Pop
- Nicolas Bataille (1926–2008) und Ornella Volta (1927–2020): Yvette Guilbert - Cha-U-Kao - Eugénie Buffet in Lautrec sur la Butte
- Paol Keïneg: Titelrolle in Dahut
- Pierre Lamy: La Comedienne in Ma tête à couper

## Filmografie (Auswahl)
- 1967: Les habits noirs (Fernsehserie, 12 Folgen)
- 2012–2013: Alte Schachteln (La Minute Vieille, Fernsehserie, 61 Folgen)[7][8]
- 2016: Solange et les vivants, Regie: Ina Mihalache